# 유립 (양성후)
유립(劉颯, ? ~ ?)은 전한 말기 ~ 신나라의 제후이다. 초원왕의 후손으로, 종백 유잠의 아들이다.

## 행적
거섭 원년(6년), 양성후(陽城侯) 작위를 이어받았다. 작위는 신나라 때까지 이어졌고, 신나라가 멸망하면서 후사가 끊겼다.

## 출전
- 반고, 《한서》
  - 권18하 외척은택후표
  - 권36 초원왕전

| 선대 아버지 유잠 | 전한 ~ 신의 양성후 6년 ~ 23년 | 후대 (신 멸망) |